# تخت علیا
تخت علیا یکی از روستاهای استان آذربایجان شرقی است که در دهستان چاراویماق شرقی بخش شادیان شهرستان چاراویماق واقع شده‌است.این روستا ۹۶ نفر جمعیت دارد.